# Počarová
Počarová (maďarsky Pocsaró) je obec v okrese Považská Bystrica v Trenčínském kraji na severozápadě Slovenska. Žije zde 149 obyvatel. První písemná zmínka o obci pochází z roku 1466.